# Kungälv
Kungälv je grad i središte istoimene općine u švedskoj županiji Västra Götaland. 

## Zemljopis
Grad se nalazi u zapadnom dijelu južne Švedskoj, 20 km sjeverno od Göteborga, kroz njega teku rijeke Göta älv i Nordre älv.

## Stanovništvo
Prema podacima o broju stanovnika iz 2005. godine u gradu živi 21.139 stanovnika.

## Vanjske poveznice
- Službene stranice grada

### Ostali projekti
|  | Zajednički poslužitelj ima još gradiva o temi Kungälv |